# Jaqueira
Jaqueira es un municipio brasileño del estado de Pernambuco. Tiene una población estimada al 2020 de 11.644 habitantes.

## Historia
El poblado surgió a partir de un punto de parada de los almocreves, que eran los hombres que transportaban cargas en animales para aprovisionar de alimentos, vestuario u otras mercancías a los poblados, villas y ciudades de la región entre la localidad de Una (hoy Palmares) y Lagoa dos Gatos, que era un centro abastecedor. Tal parada se debía a dos jaqueiras (especie de árbol del lugar) que daban una buena sombra y se hizo punto de encuentro entre los almocreves, generando un pequeño comercio en la localidad. A partir de ahí, surgieron las primeras residencias durante el siglo XIX.
La estación ferroviaria en Jaqueira fue inaugurada el 28 de septiembre de 1883, lo que integró la villa al litoral hacia Recife. Por el ferrocarril la ciudad pasó a ser aprovisionada, así como punto de paso de la producción de azúcar de las fábricas de la región.
El distrito fue creado en 17 de diciembre de 1904, con el nombre de Colônia Isabel, subordinado al municipio de Palmas. En 1911, pasa a denominarse Jaqueira y ser subordinado al municipio de Palmares. En 1933 pasa a la jurisdicción del municipio de Maraial. Se emancipó como municipio el 28 de septiembre de 1995 e instalado en 1 de enero de 1997.